# Venancio Ramos
Venancio Ariel Ramos (Bella Unión, 20 juni 1959) is een voormalig profvoetballer uit Uruguay. Als aanvaller speelde hij clubvoetbal in onder meer Uruguay, Frankrijk en Argentinië. Ramos beëindigde zijn actieve carrière in 1994 bij El Tanque Sisley.

## Interlandcarrière
Ramos  speelde in totaal 41 officiële interlands (vijf doelpunten) voor zijn vaderland Uruguay. Hij maakte zijn debuut voor de nationale ploeg op 24 mei 1978 in de vriendschappelijke thuiswedstrijd tegen Spanje (0-0), net als verdediger Washington González. Hij won met Uruguay de strijd om de Mundialito (1981) in eigen land en nam eenmaal deel aan de WK-eindronde: 1986.

## Erelijst
Peñarol
- Uruguayaans landskampioen

1978, 1979, 1981, 1982
- Copa Libertadores

1982
- Copa Intercontinental

1982
 Uruguay
- Mundialito

1981